# Gardena (Kalifornija)
Gardena je grad u američkoj saveznoj državi Kalifornija. Prema popisu stanovništva iz 2010. u njemu je živjelo 58.829 stanovnika.